# Indolină
Indolina (2,3-dihidro-1H-indol) este un compus organic heterociclic cu formula chimică C8H9N. Structura sa se bazează pe cea a indolului, însă prezintă o legătură 2-3 saturată. Prin reacții de oxidare sau dehidrogenare poate fi convertit la indol sau derivați de indol.

## Obținere și reacții
Indolina se poate obține prin reducerea indolului cu pulbere de zinc și acid fosforic de concentrație 85%. Spre deosebire de sintezele anterioare, nu are loc nicio polimerizare ca reacție secundară.